# Le Divorce
Le Divorce is een Amerikaanse dramafilm uit 2003 onder regie van James Ivory.

## Verhaal
Isabel Walker komt op bezoek bij haar zus Roxeanne in Parijs. Roxeanne is zwanger, maar haar man is er juist vandoor gegaan met zijn Russische maîtresse. Isabel krijgt intussen een relatie met een jonge kunstenaar.

## Rolverdeling
| Acteur              | Personage                |
| ------------------- | ------------------------ |
| Kate Hudson         | Isabel Walker            |
| Jean-Pierre Lhomme  | Immigratieambtenaar      |
| Naomi Watts         | Roxeanne de Persand      |
| Esmée Buchet-Deàk   | Gennie de Persand        |
| Jean-Jacques Pivert | Spraakzame winkelier     |
| Melvil Poupaud      | Charles-Henri de Persand |
| Catherine Samie     | Mevrouw Florian          |
| Samuel Labarthe     | Antoine de Persand       |
| Leslie Caron        | Suzanne de Persand       |
| Thierry Lhermitte   | Edgar Cosset             |
| Nathalie Richard    | Charlotte de Persand     |
| Samuel Gruen        | Kind                     |
| Peter Wyckoff       | Kind                     |
| Sandrel Lonnoy      | Meid                     |
| Glenn Close         | Olivia Pace              |
| Marianne Borgo      | Balletlerares            |
| Sam Waterston       | Chester Walker           |
| Stockard Channing   | Margeeve Walker          |
| Thomas Lennon       | Roger Walker             |
| Romain Duris        | Yves                     |
| Elie Axas           | Journalist               |
| Humbert Balsan      | Meester Doisneau         |
| Bebe Neuwirth       | Julia Manchevering       |
| Arnaud Borrel       | Fotograaf                |
| Jean-Marc Barr      | Meester Bertram          |
| Rona Hartner        | Magda Tellman            |
| Mathew Modine       | Tellman                  |